# Jorge Garbett
Jorge Garbett (Encarnación, 7 de noviembre de 1954-11 de octubre de 2015) fue un músico, compositor e intérprete paraguayo, importante referente del Nuevo Cancionero Popular Paraguayo surgido entre las décadas de 1970 y de 1980 en Latinoamérica.

## Biografía

### Infancia y juventud
Hijo de Graciela Vinader y Lorenzo Garbett, nació en la ciudad de Encarnación, ubicada en el departamento de Itapúa, al sur del territorio de la República del Paraguay, el 7 de noviembre de 1954. 
A inicios de la década de 1970, Jorge Garbett conoció a Maneco Galeano, a su hermano José Antonio Galeano y a Carlos Noguera. Este encuentro determinó su incursión al movimiento musical que, por entonces, propiciaban estos artistas. Se trataba del  Nuevo cancionero paraguayo, estilo musical con un marcado contenido social en las letras de las canciones.
Para ese tiempo, Jorge se iniciaba en la composición de obras musicales del folklore paraguayo y baladas latinoamericanas, siempre imprimiendo en sus versos una clara tendencia hacia la temática social. Estudió Licenciatura en Educación Musical en la ciudad de Porto Alegre (Brasil). Se graduó en la Universidad Federal de Río Grande do Sul. Falleció el 11 de octubre de 2015.

### Trayectoria
En el año 1973, Maneco Galeano fundó el Grupo Sembrador, y en 1974 Jorge Garbett se incorporó a este exponente del Nuevo Cancionero. Hacia finales de la década del 70 formó, junto con Claudia Abente, un dúo que se caracterizó por la calidez artística y la armonía vocal de sus componentes. En la misma época trabajó con la actriz Hedy González Frutos en la presentación de espectáculos que combinaban poesía y música paraguaya y latinoamericana.
En el curso de formación como músico y compositor, ha participado en cursos y seminarios sobre la música del siglo XX con el maestro  Bruno Kiefer en el año 1978. En el año 1980, fallece su amigo y compañero Maneco Galeano. En ese contexto, Jorge y José Antonio Galeano se avocaron a la realización de un material sonoro denominado: “Para decir”, en el que recopilaron interpretaciones de las obras de Maneco Galeano. Desde el año 1982 hasta 1984 ejerció como profesor de armonía en el Ateneo Paraguayo. En 1984 se desempeñó como profesor de Taller de Música Popular del Festival “Mandua’ra.”
En el año 1996 participó en la grabación de un disco en vivo con el Grupo Sembrador. Este material contó con la participación del grupo Ñamandú, integrado por Chondi Paredes y Ricardo Flecha. También participó el maestro Óscar Cordozo Ocampo. En 1997 tuvo a su cargo la dirección musical del espectáculo del grupo Sembrador, llamado “De amores y recovas”. Esta presentación tuvo lugar en el Teatro Municipal Ignacio A. Pane de Asunción y fue de gran envergadura pues reunió además a importantes exponentes de la música paraguaya como: el maestro Óscar Cardozo Ocampo y la Orquesta Philomúsica de Asunción.
En 1999 se desempeñó como director del ciclo de recitales “Encendiendo sueños… en tus caminos, Latinoamérica”. Este ciclo tuvo la participación del Grupo Sembrador, Óscar Cardozo Ocampo y otros artistas invitados. De este ciclo también se ha producido un material discográfico. En mayo de 2004, Jorge Garbett lanza un material como solista con un CD que contiene 18 canciones enteramente de su autoría denominado "Recantando Utopías". Jorge Garbett se ha destacado también por una vasta creación de obras musicales para teatro y filmes. Todos los espectáculos de Sembrador tuvieron la dirección musical de Jorge Garbett.

### Fallecimiento
Jorge Garbett llegó como todos los domingos a su programa Mandu'ara en Radio 1000 pero el programa inició sin él. Posteriormente se supo la triste y lamentable noticia. Había fallecido de un infarto al miocardio fulminante y masivo en el hospital privado San Sebastián, en donde llegó sin signos vitales y a pesar del tratamiento de reanimación realizado por los médicos, este fue refractario.

## Obras
Entre sus actividades se encuentra la Dirección del departamento de Teleeducación de la Subsecretaría de Estado de Cultura del Ministerio de Educación y Cultura de su país. También se ha desempeñado como Director del Centro Paraguayo Japonés de Asunción. Como compositor se destacan sus creaciones sobre poesías de importantes escritores latinoamericanos como Pablo Neruda y Mario Benedetti.
Son sus composiciones:
- «Soneto para Roberto» y «Para cuando mis manos»  con José A. Galeano,
- «Ceferino Zarza compañero» con Maneco Galeano,
- «Los hombres» (marcha) con textos de Augusto Roa Bastos,
- «Para vivir» con texto de F.I. Gómez Planás,
- «Que felicidad» con letra de Luis María Martínez y otras.

Escribió para las siguientes obras de teatro: 
- Madre Coraje
- La casa de Bernarda Alba
- Romeo y Julieta
- La dama del alba
- La esperanza S.A.
- Tartufo
- Las troyanas
- Bodas de sangre
- Yo el supremo
- Las criadas
- Ardiente paciencia
- Ellas murieron de amor
- Doña Rosita la soltera
- El mago de Oz
- El herrero y la muerte
- Blancanieves y los siete enanitos